# ديفيد ويب (موجه قوارب)
ديفيد ويب (بالإنجليزية: David Webb)‏ هو موجه قوارب ‏ بريطاني، ولد في 21 أبريل 1943.

## وصلات خارجية
- ديفيد ويب على موقع الاتحاد الدولي للتجديف (الإنجليزية)
- ديفيد ويب على موقع أوليمبيديا (الإنجليزية)
- ديفيد ويب على موقع اللجنة الأولمبية البريطانية (الإنجليزية)